# Esteban Pedrol
Esteban Pedrol Albareda (Tortosa, Tarragona, España; 21 de octubre de 1906 — Vilassar de Mar, Barcelona, España; 3 de septiembre de 1976) fue un futbolista internacional español. Jugaba como centrocampista y extremo izquierdo y desarrolló la práctica totalidad de su carrera en el FC Barcelona, donde formó parte de la plantilla que ganó la primera edición de la liga española. Fue también entrenador y presidente del sindicato de futbolistas profesionales. Posteriormente destacó como ajedrecista.

## Trayectoria

### Fútbol
Tras iniciar su carrera en el CD América y pasar dos años en el Terrassa FC, en 1926 se incorporó al FC Barcelona. El 3 de abril de 1927, durante la disputa de una eliminatoria de Copa del Rey ante el Valencia CF sufrió la fractura de la tibia derecha, que le apartó casi un año de los terrenos de juego.
Se reincorporó al equipo azulgrana para formar parte de la plantilla que ganó la primera edición de la liga española en 1929. Su debut en la máxima categoría tuvo lugar el 30 de mayo de 1929, en una victoria por 1-0 contra la Real Sociedad de San Sebastián. En los siguientes años el FC Barcelona conquistó varios campeonatos regionales, pero no consiguió éxitos a nivel nacional, logrando únicamente un subcampeonato de Liga y dos de Copa. Pedrol fue titular en la final copera de 1932, que los azulgranas perdieron ante el Athletic Club por 1-0. Esa campaña compaginó su tarea en el campo con la de ayudante del técnico Jack Greenwell.
El estallido de la guerra civil española supuso la suspensión de las competiciones nacionales. Se disputó la Liga Mediterránea, competición liguera limitada a los clubes de la zona republicana, que ganaron los azulgrana. En esta época Pedrol fue elegido presidente del primer sindicato español de futbolistas profesionales, hasta que en 1937 aprovechó una gira del FC Barcelona por América para exiliarse a México, como hicieron la mayoría de sus compañeros de expedición.
Finalizada la contienda bélica regresó a España, aunque tuvo que hacer frente a una sanción de un año, impuesta por el nuevo régimen, antes de volver a jugar con el FC Barcelona la temporada 1940/41. Fue su última campaña en activo, con una presencia testimonial, disputando únicamente un encuentro de liga, otro de la Copa Presidente y varios amistosos. 
En el total de su carrera jugó 225 encuentros con la camiseta azulgrana, anotando 33 goles. Tras colgar la botas, ejerció de entrenador, dirigiendo al CD San Andrés la temporada 1941/42.

### Ajedrez
Posteriormente, se destacó como ajedrecista, especialmente en el barcelonés Club de Ajedrez Ruy López-Tívoli, con el que fue finalista en varias ocasiones de los campeonatos de Cataluña y de España por equipos. Formó parte de la selección española en el histórico Match Radial entre Argentina y España de 1946.

## Selección nacional
Pedrol vistió en una ocasión la camiseta de la selección de España, el 5 de mayo de 1935, disputando la segunda parte de un encuentro amistoso contra Portugal (3-3). Fue suplente en el siguiente amistoso, jugado contra Alemania una semana más tarde.
Disputó también cuatro partidos con la selección catalana, en los que anotó dos goles.

## Clubes

### Como jugador
| Club         | País   | Año       |
| ------------ | ------ | --------- |
| Terrassa FC  | España | 1924-1926 |
| FC Barcelona | España | 1926-1941 |

### Como entrenador
| Club           | País   | Año       |
| -------------- | ------ | --------- |
| UE Sant Andreu | España | 1941-1942 |

## Palmarés

### Campeonatos regionales
| Título                 | Club         | País   | Año  |
| ---------------------- | ------------ | ------ | ---- |
| Campeonato de Cataluña | FC Barcelona | España | 1927 |
| Campeonato de Cataluña | FC Barcelona | España | 1928 |
| Campeonato de Cataluña | FC Barcelona | España | 1930 |
| Campeonato de Cataluña | FC Barcelona | España | 1931 |
| Campeonato de Cataluña | FC Barcelona | España | 1932 |
| Campeonato de Cataluña | FC Barcelona | España | 1935 |
| Campeonato de Cataluña | FC Barcelona | España | 1936 |

### Campeonatos nacionales
| Título                   | Club         | País   | Año  |
| ------------------------ | ------------ | ------ | ---- |
| Copa del Rey             | FC Barcelona | España | 1928 |
| Liga de Primera División | FC Barcelona | España | 1929 |
| Liga Mediterránea        | FC Barcelona | España | 1937 |